# Путилиха
Путилиха — река в России, протекает по территории Котласского района Архангельской области. Длина реки составляет 19 км.
Начинается в лесу между истоками Северного Реважа и Берёзовки (приток Вонгоды). Течёт на восток по берёзовому лесу, в нижней трети поворачивает на юг. Устье реки находится в 33 км по левому берегу реки Реваж к северо-западу от посёлка Копосово.

## Данные водного реестра
По данным государственного водного реестра России относится к Двинско-Печорскому бассейновому округу, водохозяйственный участок реки — Северная Двина от впадения реки Вычегда до впадения реки Вага, речной подбассейн реки — Северная Двина ниже места слияния Вычегды и Малой Северной Двины. Речной бассейн реки — Северная Двина.
Код объекта в государственном водном реестре — 03020300112103000025377.